# Eberhard von Fabrice
Friedrich Ludwig Alfred Eberhard Graf von Fabrice (* 29. Oktober 1851 in Dresden; † 3. März 1942 in Castle Lostwithiel, Cornwall, England) war ein königlich-sächsischer Kammerherr und Rittmeister a. D.
Er war der Sohn des königlich-sächsischen Kriegsministers Alfred von Fabrice (1818–1891) und diente ab 1876 im Gardereiterregiment in Dresden.
Im August 1877 heiratete er Friederike, geb. von Gundlach (1843–1899). 1882/83 erwarben sie das Hosterwitzer Grundstück Maille-Bahn 8 mit Villa, Nebengebäuden, Garten und Wiese. Im Jahr 1884 war er Rittmeister im Garderegiment und königlich-sächsischer Militärattaché in Berlin. Um 1900 wurde östlich der Villa ein Grufthaus für die verstorbene Frau und Tochter errichtet und mit einer Marmorplastik von Johannes Schilling (1828–1910) versehen.
Nach dem Tode seiner ersten Frau heiratete er im Juli 1903 in Hosterwitz die Engländerin Ethel Payne-Smith. Ab 1909 nahmen sie ihren gemeinsamen Wohnsitz in Castle Lostwithiel, Cornwall, England, wo er bis zu seinem Tode im Jahr 1942 lebte. Im März 1919 wurde sein ehemaliges Grundstück mit der Villa Fabrice in Hosterwitz, Maille-Bahn 8 vom Amtsgericht Dresden an den Fabrikbesitzer Johann Carl Müller (1867–1944), Besitzer der Zigarettenmaschinenfabrik „Universelle“, übertragen.